# Familie-orde van Perak
De Zeer Geachte Koninklijke Familie-orde van Perak (Maleis: Darjah Kerabat di-Raja Yang Amat di-Hormati) is een Maleisische ridderorde.

## Instelling
De orde werd op 12 december 1957 door Yusuf Izzuddin Shah Ibni Almarhum Sultan Abdul Jalil Radziallah Shah, de sultan van Perak, ingesteld. De acht Maleisische sultans en de koning van Perlis hebben het recht om zelf onderscheidingen in te stellen. Zij deden dat in de koloniale periode en doen dat ook nu hun rijkjes deel van Maleisië zijn. De door hen gekozen koning van Maleisië, de Yang di-Pertuan Agong stelt op zijn beurt ook ridderorden in.

## Structuur
De Koninklijke Familie-orde is de oudste en hoogste van de ridderorden van Perak. De orde heeft één enkele graad, Lid of, in het Maleis, "Ahli", en wordt aan staatshoofden, regenten en hun echtgenoten toegekend. De sultan en de in rang hoogste onder zijn echtgenotes, de Permaisuri Perak, dragen deze onderscheiding, evenals de kroonprins. De Familie-orde van de Kroon van Sultan Azlan Shah of "Darjah Kebesaran Seri Paduka Sultan Azlan Shah Perak Yang Amat Dimulia" wordt ook als de tweede en derde klasse van de Familie-orde van Perak beschreven. De Familie-orde en de Orde van de Kroon zijn dus nauw met elkaar verweven. Een orde die uit meerdere orden bestaat is ongebruikelijk maar niet uniek. We zagen deze constructie bijvoorbeeld bij de Orde van de Leeuw van Zähringen. De exclusieve Japanse Paulownia-Zonneorde is de eerste graad van de Orde van de Rijzende Zon. Ook de Nederlandse Huisorde van Oranje bestaat uit drie orden en meerdere onderscheidingen. Men zou van een Huisorde kunnen spreken maar de onderscheidingen worden behalve aan de koningsfamilie en andere vorstelijke personen ook aan hoge dienaren van de staat toegekend.

## De versierselen van de orde

Baton van de Familie-orde

Baton van de Familie-orde van de Kroon van Sultan Azlan Shah

## Draagwijze
De leden dragen een gouden keten of een goudkleurig lint met daaraan de negenpuntige ster van de orde. Het medaillon op de ster heeft een donkerblauwe ring en als verhoging is een halve maan met daarboven een ster aangebracht. Op de linkerborst dragen zij de ster van de orde. Zij mogen de letters DK achter hun naam dragen.

## Beschrijving
De ster of "bintang", het islamitische land gebruikt geen kruisen, heeft gouden stralen. Het medaillon is van geel goud, heeft een blauwe ring en draagt het wapen van de stichter. Als verhoging dient bij de keten een rijk bewerkt gouden juweel. Er zijn nog zeventien kostbaar uitgevoerde gouden schakels. Men kan het kleinood ook aan een breed saffraangeel lint over de rechterschouder dragen. Het lint van de verwante Familie-orde van de Kroon van Sultan Azlan Shah onderscheidt zich door twee smalle blauwe strepen.

## Vorige en huidige linten
| Orde                                                   | Klasse | Voor 2001 | 2001 tot ?? | Huidige linten |
| ------------------------------------------------------ | ------ | --------- | ----------- | -------------- |
| Familie-orde van Perak (1957)                          | DK     |           |             |                |
| Familie-orde van de Kroon van Sultan Azlan Shah (2000) | DKSA   |           |             |                |
| Familie-orde van de Kroon van Sultan Azlan Shah (2000) | SPSA   |           |             |                |